# Ligue bretonne des droits de l'homme
 (mars 2023).
La Ligue bretonne des droits de l'homme  (LBDH, Kevre Breizh Gwirioù Mab-Den en breton), est une association de défense des droits de l'homme en Bretagne. Elle a été fondée [Quand ?].
Impliquée dans la défense des droits culturels et politiques bretons, elle n'est pas liée à la Ligue française pour la défense des droits de l'homme et du citoyen. 